# Ревюк, Емельян
Емельян (Эмиль) Ревюк (1887—1972) — украинский политический и общественный деятель, журналист.

## Биография
Родился на Гуцульщине.
Учился в Черновцах. В 1912 г. эмигрировал в Канаду. Два года провел в Швеции, изучая публичные школы и публичное высшее образование, публиковался в шведских периодических изданиях.
Затем переехал в США, жил в Нью-Йорке и его пригороде Джерси-Сити, тогдашнем центре украинской диаспоры в Соединённых Штатах. Участвовал в работе украинских организаций, в том числе в создании Федерации Украинцев в США. С 1920 г. сотрудник, в 1926—1933 гг. главный редактор газеты «Свобода» — одного из главных печатных органов украинских националистов в США. Также некоторое время издавал «Украинскую газету».
Несмотря на то, что имя Ревюка сравнительно малоизвестно, он, тем не менее, является одной из заметных фигур американской украинской эмиграции 1930-40-х гг. Согласно данным советской разведки, Ревюк был тесно аффилирован с одним из руководителей ОУН, своим тезкой Емельяном Сеником, в качестве председателя Экзекутивы (исполнительного комитета) Объединения Украинских организаций в США.
В связи с террористической деятельностью ОУН в США был арестован Специальным комитетом Конгресса по антиамериканской деятельности и допрошен, но затем отпущен.
Был женат на Амелии Кусовой (1912—1996). Дочь — Ронни Линн Ревюк (Руссо) (1943—2006), внуки — Мэттью, Эми и Дина.

## Публикации
- Початки великого англійського народа // Альманах Українського Народного Союзу на 1916 р.
- Славні подвиги німецького кружляка «Еідена» і дивні пригоди недобитків його залоги // Там само.
- Дещо цікавого про конгрес Злучених Держав // Там само.
- Польща йде! Та не одна, а дві! Нью-Йорк: Федерація Українців в Злучених Державах, 1917.
- Ukraine and the Ukrainians: a handbook of concise information regarding the country, people, history and industry of Ukraine. Washington: Friends of Ukraine, 1920.
- Trade with Ukraine: Ukraine’s natural wealth, needs and commercial opportunities: the Ukrainian co-operative societies and their influence. Washington: Friends of Ukraine, 1920.
- Календар Українського Народного Союза на рік звичайний 1922. Джерзi-Ситi, 1921.
- Polish atrocities in Ukraine. New York: [Svoboda Press], 1931.
- Наші літературні й мистецькі надбання в Америці: народний танець // Пропам’ятна книга, видана з нагоди сорокалітнього ювілею Українського Народного Союзу. Джерзі Ситі: Накладом Українського Народного Союзу, 1936.